# Timmermannens kapell
Timmermannens kapell är en kyrkobyggnad som tillhör Södra Sandsjö församling i Växjö stift. Kapellet ligger i samhället Konga i Tingsryds kommun.

## Kyrkobyggnaden
Kapellet var ursprungligen slöjdsal till skolan i Konga. Initiativtagare till kapellet var dåvarande kyrkoherden i Södra Sandsjö, Nils Nicklason. Ett hundratal frivilliga har medverkat till slöjdsalens ombyggnad till kapell. Invigningen skedde 1969. Byggnaden är uppförd i trä och rödfärgad. Någon större förändring av den ursprungliga exteriören har inte skett. Trärelieferna på norra väggen utförda av konstnären Eva Spångberg ger ett tydligt tecken på vad byggnaden representerar. Relieferna framställer en scen från snickarverkstaden i Nasaret: Josef med sågen, Maria i bön med oljelampa i handen samt den fyraårige Jesus med en bräda som han räcker fram. Interiören består av en vitmålad kyrksal med en korvägg i norr och en bakomliggande sakristia. Entrén är belägen på den sydöstra sidan. 
En fristående klockstapel uppfördes 1974. Kyrkklockan bär en bild av den heliga Birgitta och hennes bön: ”Visa mig Herre din väg och gör mig villig att vandra den”.

## Inventarier
- Altare i form av en hyvelbänk, som tidigare använts i skolslöjden.
- Skulpturgrupp på korväggen och Krucifix i sjödränkt ek utförda av konstnären Eva Spångberg.
- Dopfunt bestående av slöjdsalens huggkubb. Dopskålen av koppar har tillverkats i en pressformen till kloten på Växjö domkyrkas spiror.
- Skulptur vid dopfunten, ett verk av Stig Klingberg.
- Ambo bestående av några grovt tillsågade bräder.
- Kopplade stolar med plats för 50 personer.